# Conrad Böcker
Conrad Böcker (Lipcse, 1876 – 1936. április) kétszeres olimpiai bajnok német tornász.
Az 1896. évi nyári olimpiai játékokon indult tornában. 7 számban vett részt. Csapat korlátgyakorlatban és csapat nyújtógyakorlatban aranyérmes lett.